# Qabibolla Schaqypow

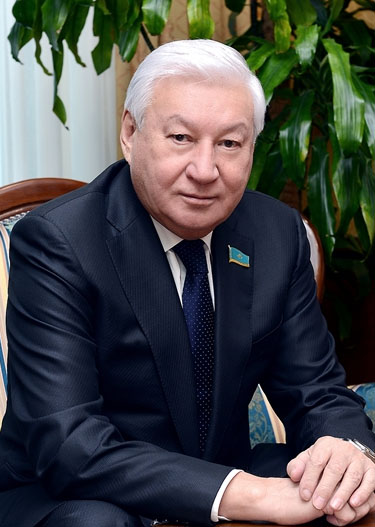
Qabibolla Schaqypow, 2015

Qabibolla Qabenuly Schaqypow (kasachisch Қабиболла Қабенұлы Жақыпов, russisch Кабибулла Кабенович Джакупов; * 16. September 1949 in Kastalowka, Kasachische SSR) ist ein kasachischer Politiker (Amanat).

## Leben
Qabibolla Schaqypow wurde 1949 im Dorf Kastalowka in Westkasachstan geboren. Er absolvierte 1972 das Institut für Bauingenieurwissenschaften in Tselinograd und 1989 schloss er die Parteihochschule in Alma-Ata ab. Von 1972 bis 1981 war er beim Unternehmen Uralskselstroy beschäftigt.
Ab 1983 war Schaqypow in der Lokalpolitik aktiv. So war er stellvertretender Vorsitzender des Stadtrates von Uralsk und ab 1983 Vorsitzender des Exekutivkomitees für Industrie des Stadtrates von Uralsk. Zwischen 1987 und 1988 war er erster Sekretär des Bezirkskomitees der Kommunistischen Partei Kasachstans und anschließend bis 1989 zweiter Sekretär des Stadtkomitees der Kommunistischen Partei in Uralsk. Von 1989 bis 1992 war er Vorsitzender des Stadtrates von Uralsk und von Februar 1992 bis Januar 1993 Leiter der Stadtverwaltung von Uralsk.
Im Januar 1993 wurde er dann zum Äkim (Gouverneur) von Westkasachstan ernannt. Diesen Posten bekleidete er fast sieben Jahre lang, bevor er im Januar 2001 als erster stellvertretender Minister für Verkehr und Kommunikation in die kasachische Regierung aufrückte. Ab Juli 2003 war er stellvertretender Leiter der Verwaltung des kasachischen Premierministers sowie Vertreter der kasachischen Regierung im Senat. Nach der Parlamentswahl 2007 wurde er als Abgeordneter für Nur Otan in die Mäschilis gewählt, wo er Mitglied des Ausschusses für auswärtige Angelegenheiten, Verteidigung und Sicherheit wurde. Auch nach der Wahl 2012 blieb er Mitglied in der Mäschilis, wo er von September 2012 bis April 2014 stellvertretender Vorsitzender war. Am 3. April 2014 wurde er dann von den Abgeordneten zum Vorsitzenden gewählt. Auch nach der Wahl im März 2016 ist er weiterhin Abgeordneter.

## Familie
Qabibolla Schaqypow ist verheiratet mit Bajan Schaqypowa. Die beiden haben zusammen zwei Söhne.